# Aourir (ville)
Pour les articles homonymes, voir Aourir.
Aourir est une ville du Maroc ainsi que le centre urbain de la commune rurale du même nom, dans la préfecture d'Agadir Ida-Outanane, au sein de la région de Souss-Massa, au Maroc. 
On parle aussi, pour désigner la petite ville d'Aourir, de village des bananiers ou de Banana-Village, en raison de l'abondance des bananiers. Aourir est aussi connue pour ses restaurants à tagines et ses spots de surf, dont Pointe Banana-Beach, l'un des plus beaux spots de surf au nord d'Agadir.

## Démographie
La ville d'Aourir a connu, de 2004 à 2014 (années des derniers recensements), une hausse de population, passant de 21 810 à 35 365 habitants,.